# Alfred Yarrow
Alfred Fernandez Yarrow (ur. 13 stycznia 1842 w Londynie, zm. 24 stycznia 1932 tamże) − brytyjski inżynier, konstruktor i budowniczy okrętowy, twórca koncernu stoczniowego Yarrow Shipbuilders.

## Życiorys
Po ukończeniu University College School w Hampstead, Alfred Yarrow rozpoczął pracę jako praktykant w firmie inżynierskiej Ravenhill w Londynie. W 1865 roku założył spółkę Yarrow & Hedley, zajmującą się budową parowców rzecznych, z siedzibą na Isle of Dogs. W ciągu siedmiu lat istnienia firma zbudowała około 350 małych statków. Po uzyskaniu doświadczenia w budownictwie okrętowym, Yarrow zainteresował się produkcją na potrzeby marynarek wojennych. W latach 70. XIX wieku, już z własnym przedsiębiorstwem, rozpoczął budowę torpedowców dla kontrahentów zagranicznych, wkrótce otrzymał również pierwsze zamówienia od Royal Navy.
W latach 90. XIX wieku stocznia Yarrowa opracowała nowy typ kotła parowego, znanego jako kocioł Yarrow. Pozwoliło to uzyskać postęp w budowie coraz szybszych okrętów, torpedowców i powstającej klasy niszczycieli. W związku z zanikiem przemysłu stoczniowego w Londynie i okolicy, Alfred Yarrow podjął decyzję o przeniesieniu przedsiębiorstwa do Szkocji, licząc na pozyskanie bardziej doświadczonych stoczniowców. Pierwsze wodowanie w nowej stoczni w Glasgow odbyło się w 1908 roku, w tym samym czasie zamknięto definitywnie stocznię w Londynie.
Alfred Yarrow odszedł na emeryturę w 1913 roku, ale rok później, po wybuchu I wojny światowej, powrócił do przedsiębiorstwa, aby swym doświadczeniem wspomóc produkcję na potrzeby wojenne. W 1916 roku został baronetem. Po wojnie ponownie przeszedł w stan spoczynku, część swego majątku przeznaczając na cele charytatywne. W 1922 roku został członkiem Royal Society. Zmarł w 1932 roku w Londynie.